# 田子町
田子町（日语：／ Takko machi */?）是位於日本青森縣西南部的町，也是縣内最南邊的町。境內約80%的面積被山林和原野覆蓋，當地人口則集中在相米川與種子川的匯流處。田子町的大蒜產量相當多，是日本重要的大蒜產地之一。當地的自然資源也十分豐富，1992年在日本環境省的夏季全國星空持續觀測中排名第一。町名源自於阿伊努語的tapkop（低山）。

## 地理
田子町境內約80%的面積被山林與原野覆蓋。西部為山勢較平緩，海拔約700公尺的山岳。這些山岳由坐落在西南端的四角岳與東邊和北邊的山岳相連而成。從中部綿延至東部的丘陵地帶則主要用於種植耐旱作物。杉倉川、相米川、種子川流經轄區，在境内與熊原川匯流，並往東注入馬淵川。

### 氣候
根據統計，田子町的年均溫約為10.1℃，年均降雨量則約1400毫米。當地6月至7月受到從太平洋挾帶涼冷潮濕空氣的東北風吹拂，對農作物的生長造成影響。冬季的降雪期從11月持續至隔年3月，平地的積雪深度約50公分，鄰近秋田縣邊界的山區積雪深度可超過1公尺。

## 歷史
文治5年（1189年），甲斐國的南部光行因在奧州合戰中立下戰功，而被源賴朝授予陸奧國的糠部五郡。南部光行就任後於建久3年（1192年) 在南部町建立平良城。而南部氏也在田子地區設立田子館作為支城，其氏族則輪流居住在此城館。南部氏第26代當主南部信直居住在田子館的期間，田子地區作為其城下町而開始發展。
明治22年（1889年)，日本施行町村制，並在境內設立田子村和上鄉村。1928年（昭和3年）11月10日，田子村改為田子町。1955年（昭和30年）3月1日，田子町與上鄉村合併成現今的田子町。

## 行政
現任町長山本晴美於2023年12月第3次成功連任，其任期將持續至2027年12月。

## 經濟
當地以農業為主，生產稻米、大蒜、番茄和光滑環銹傘 (香菇) 等農產品。

### 郵政

#### 配送據點
- 郵政服務八戶西分店
  - 田子配送中心
  - 陸奧上鄉配送中心

#### 郵政局
- 田子郵政局（84036）
- 陸奧上鄉郵政局（84049）

## 交通

### 巴士
- 南部巴士：田子線
- 田子町社區巴士

### 道路
- 一般國道
  - 國道104號
- 主要地方道
  - 青森縣道21號田子十和田湖線
  - 岩手縣道、青森縣道32號二戶田子線
- 一般縣道
  - 青森縣道143號南部田子線
  - 青森縣道、岩手縣道181號道前淨法寺線

#### 農道
- 廣域農道：三戶廣域農道

## 觀光

### 景點、遺跡
- 大黑森

在頂峰附近的山肌生長了數萬株麒麟杜鵑。在山頂上亦能觀賞360度的全景。
- 和平高原

在1992年（平成4年）稱為耀眼的日本第一星空。亦飼養不少田子牛。
- 彌勒瀑布

位於熊原川的源頭。被編制成旅遊路線。
- 田子館址

三戶城支城
- 日之澤館址

三戶城支城
- 舊橋本家住宅（田子字川代ノ上ミ）

縣貴重資產，為19世紀後期的南部作曲家的住宅，已搬遷至タプコプ創遊村。 （页面存档备份，存于）
- 真清田神社
- 田子神樂

青森縣的無形民俗文化財產。南部藩御用神樂
- タプコピアンプラザ

共同設立圖書館、野外舞台、文化大廳、田子町有線電視的電視藝術家工作室。為適合鎮上的居民所設立的文化發信基地。 （页面存档备份，存于）

### 祭典、特別活動
- 大黑森杜鵑祭
- 蟲追祭

青森縣的無形民俗文化財產。傳說為江戶時代祈求五穀豐盛的祭典。

## 地域

### 教育

#### 高校
- 青森縣立田子高校

#### 中學
- 田子町立田子中學

#### 小學
- 田子町立田子小學
- 田子町立上郷小學
- 田子町立清水頭小學

### 所屬警察署
- 三戶警察署田子派出所
- 三戶警察署上鄉派出所

### 所屬消防署
- 八戶地域廣域市町村圈事務組合三戶消防署田子分署

### 金融
- 青森銀行田子分店
- 青森縣信用組合田子分店
- 八戶農業協同組合田子分店

### 其他主要機關、企業
- 大蒜中心（garliCenter）

## 姐妹城市、提攜都市

### 國外
- 美國加利福尼亞州吉洛伊
  - 1988年（昭和63年）4月18日 姐妹城市提攜 大蒜的生產地。在産業、文化、教育等方面作出交流。
- 意大利皮亞琴察省Monticelli d'Ongina
  - 1992年（平成4年）9月11日 姐妹城市提攜 大蒜的生產地。在産業、文化、教育等方面作出交流。

## 本地出身的名人
- 宇藤義一（畫家）
- 川三番地（漫畫家）